# Jean Perréal
Jean Perréal, noto anche con lo pseudonimo di Jean de Paris (Parigi, circa 1460 – Parigi, 1530), è stato un pittore e architetto francese.

## Biografia

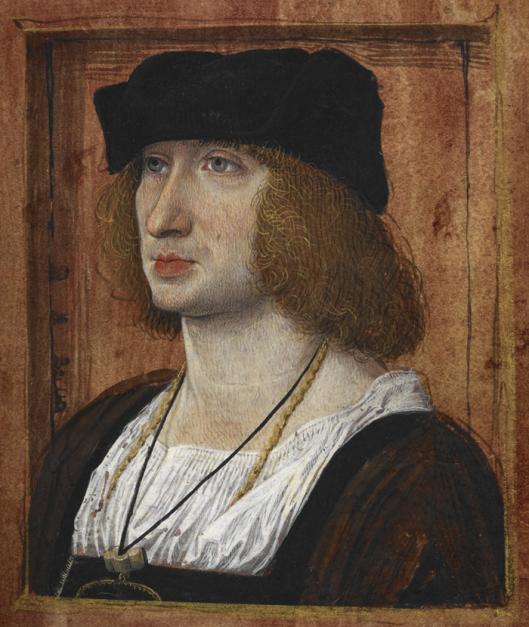
Ritratto di Pierre Sala, umanista lionese

Perréal è menzionato in numerosi documenti però ancora fino alla metà del XX secolo era un artista senza opere accertate, e ancora oggi la sua carriera artistica è molto dibattuta.
Ebbe ottimi rapporti con Carlo VIII di Francia, con Luigi XII di Francia, con Francesco I di Francia e loro sicuramente furono i suoi committenti più importanti.
I suoi esordi artistici furono effettuati a Lione, dove nel 1483 si occupò di decorare il carro sul quale salì Francesco da Paola per andare da Luigi XI di Francia, e successivamente realizzò tutta la parte artistica necessaria per accogliere degnamente a Lione Carlo II di Borbone, il duca di Savoia e Carlo VIII.
Dal 1502 soggiornò per qualche anno in Italia, inizialmente per i marmi della tomba di Francesco II di Bretagna, poi per incontrare Leonardo da Vinci, con il quale strinse una profonda amicizia, grazie anche alle comuni passioni, tra le quali quella per il disegno e l'ingegneria.
Tra i suoi lavori più importanti che gli storici dell'arte gli attribuiscono, si possono menzionare le opere per la tomba di Filiberto II di Savoia e per le cerimonie funebri di Luigi XII e di Anna di Bretagna.
Perréal nell'arco della sua carriera si dimostrò soprattutto un ottimo ritrattista, e tra le attribuzioni spicca il Ritratto di Luigi XII, caratterizzato da elementi realistici di origine fiamminga e da influenze del Maestro di Moulins.
Inoltre Perréal ebbe il merito di introdurre il Rinascimento italiano in Francia, anche se si trattò di un rinascimento non privo di elementi artistici e di caratteristiche tipiche dell'arte francese.

## Opere
- Ritratto di uomo, 1493, Museo del Louvre;
- Ritratto di donna, 1493, Museo del Louvre;
- Ritratto di Jeanne di Francia;
- Ritratto di Luigi XII, circa 1514, castello di Windsor;
- Decorazioni del carro per Francesco da Paola;
- Decorazioni artistiche per l'entrata a Lione di Carlo II di Borbone, del duca di Savoia e di Carlo VIII;
- Opere per la tomba di Filiberto II di Savoia e per le cerimonie funebri di Luigi XII e di Anna di Bretagna.

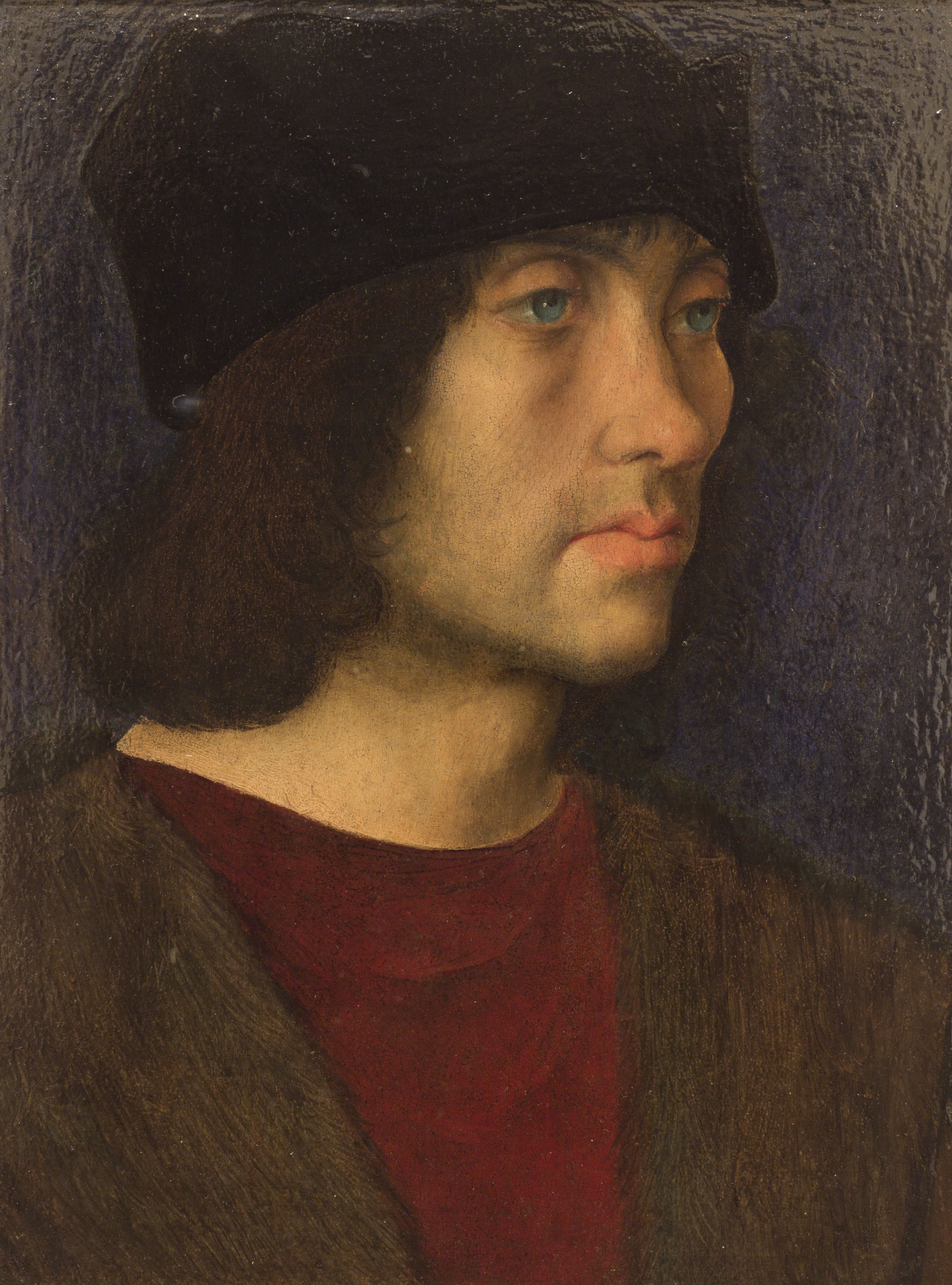
Ritratto di uomo, 1493, Museo del Louvre
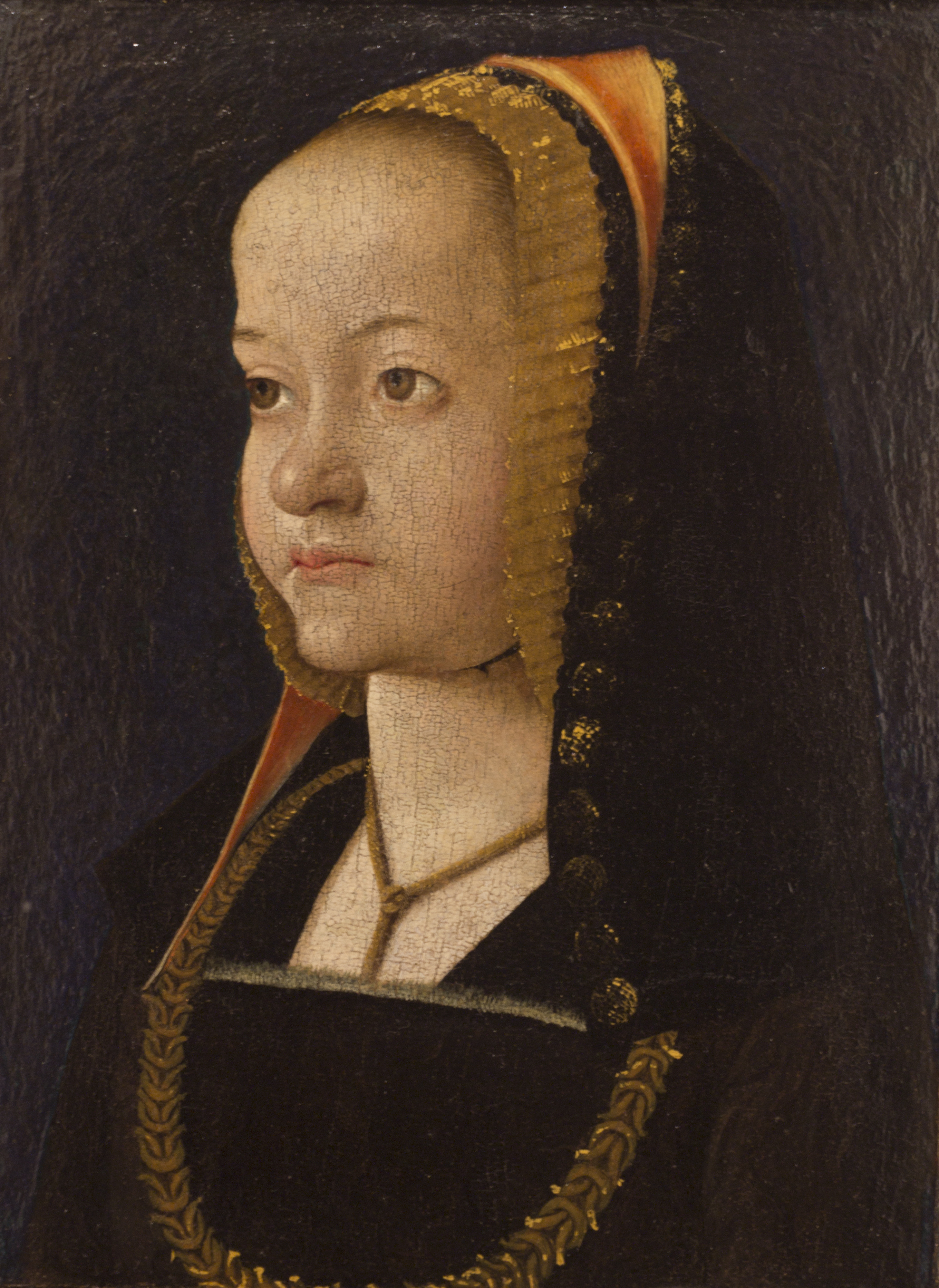
Ritratto di donna, 1493, Museo del Louvre
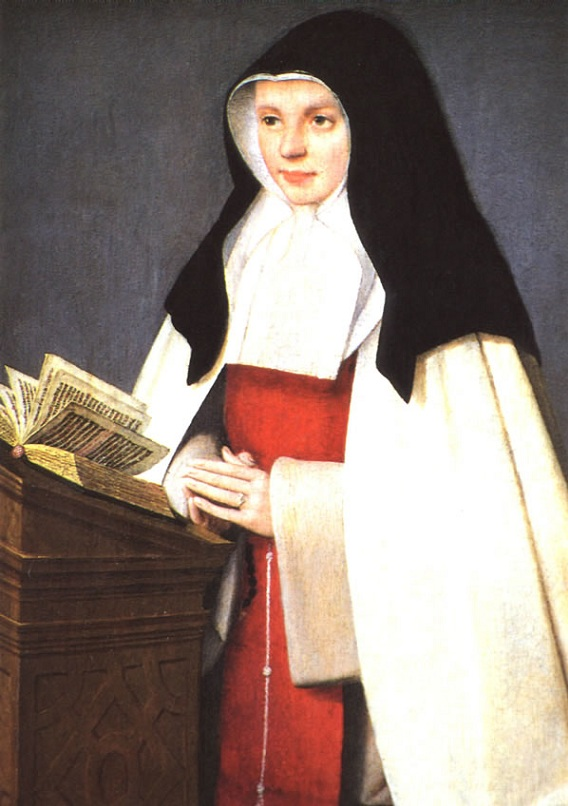
Ritratto di Jeanne di Francia
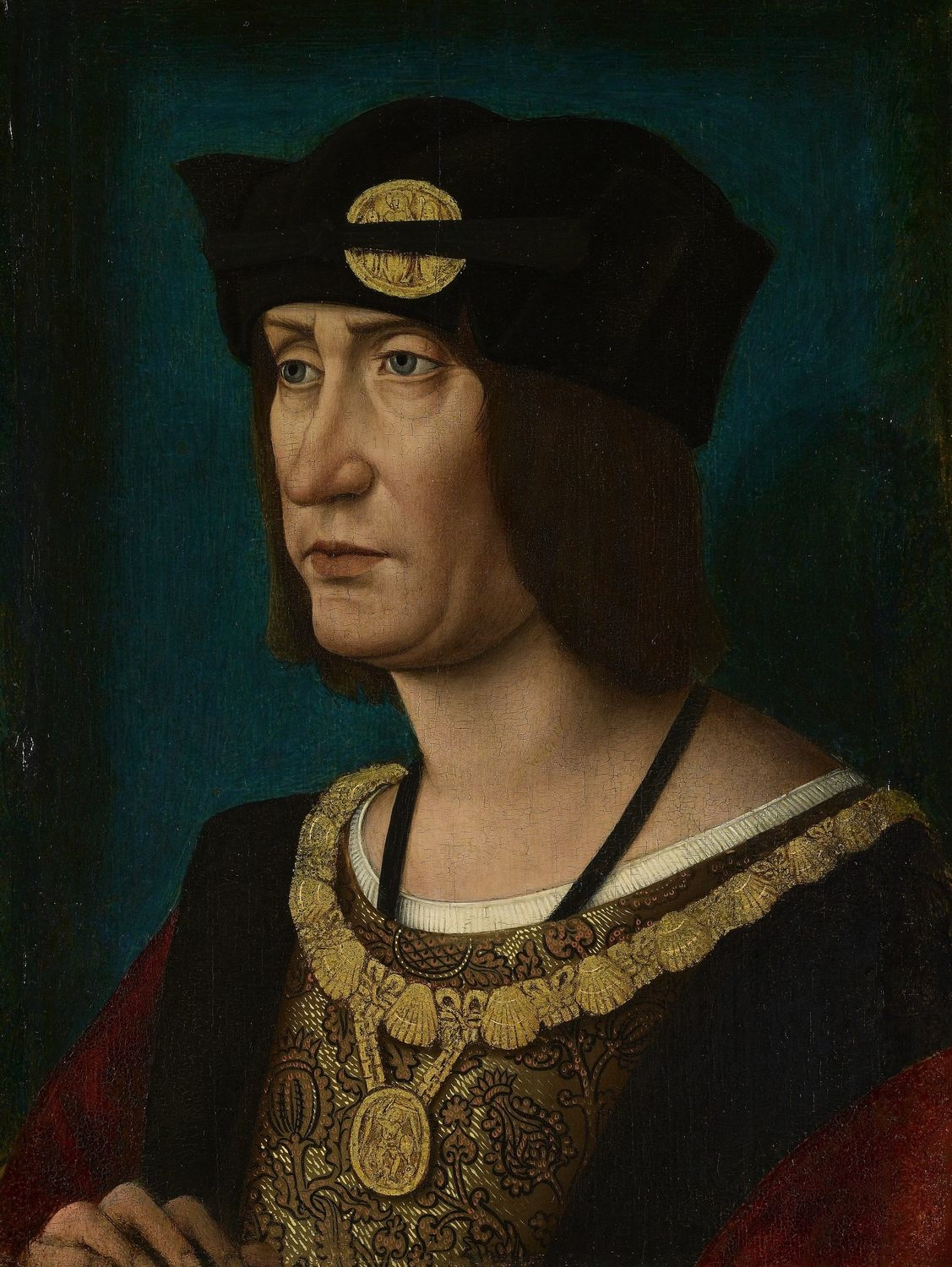
Ritratto di Luigi XII, circa 1514, castello di Windsor